# Henning Sjöström
Henning Elof Sjöström, född 13 maj 1922 i Burträsk, Västerbotten, död 16 oktober 2011 i Stockholm, var en svensk advokat och författare.

## Biografi
Sjöström föddes 1922 som son till Johan Anton Sjöström (1876–1955) och Hedda Carolina  "Lina" Lindmark (1879–1930). Han kom från ett fattigt jordbrukarhem och var ett av tolv syskon. I sin ungdom ägnade han sig bland annat åt friidrott. Han tävlade för Skellefteå AIK och tillhörde en tid den svenska eliten i spjutkastning. Hans personliga rekord från 1944 var 66,72 m.
Sjöström blev juris kandidat 1948 och var verksam som advokat i Stockholm mellan 1953 och 1990 samt från 1995. Han blev känd under Haijbyaffären och genom rättegången om "neurosedynbarnen" 1964–1968. Han försvarade även hemmansägaren Gunnar Bengtsson, som åtalats för de så kallade tingshusmorden i Söderhamn 1971. Detta brott inspirerade Sjöström till romanen Mördaren i byn (1975). Expressens dåvarande kulturchef Bo Strömstedt uppfattade hans agerande som djupt oetiskt, vilket föranledde en intensiv debatt mellan de båda. I Ebbe Carlsson-affären krävde Sjöström en granskning av de inblandades privata relationer då han menade att det fanns en homosexuell konspiration inom socialdemokratin. År 1990 uteslöts Sjöström ur Sveriges advokatsamfund under fem år sedan dess disciplinnämnd ansett att han missbrukat sin ställning. Sjöström var i början av 1990-talet politiskt aktiv i Ny demokrati.
Sjöström var även en flitig författare av såväl skönlitteratur som facklitteratur. Flera böcker skrev han tillsammans med sin bror journalisten Ernst Sjöström (1924–2006).
Sjöström grundade 1972 Juristhuset (registrerat som Juristhuset - Lawhouse, Advokatfirman Sjöström Aktiebolag). År 1975 utnämndes han till Senegals generalkonsul i Stockholm och var verksam i denna roll till sin död.

## Privatliv
Henning Sjöström gifte sig första gången 1959 med Karin Werner (född 1936), dotter till advokaten Einar Werner och Annemarie Hardt och syster till Lasse och Mats Werner. Han gifte sig andra gången med Kerstin Sandels den 19 oktober 1968. Dottern Lina Sandels Sjöström föddes 1976. Även Sandels var advokat och tillsammans var de länge centrala gestalter i Stockholms societetsliv.
Sjöström bodde sedan 1956 i en lägenhet på Strandvägen 15 i Stockholm med ett sommarhus på en egen ö intill Dalarö i Stockholms skärgård. Sjöström avled den 16 oktober 2011. Han vårdades i slutskedet på Sofiagården på Södermalm.

## Bibliografi

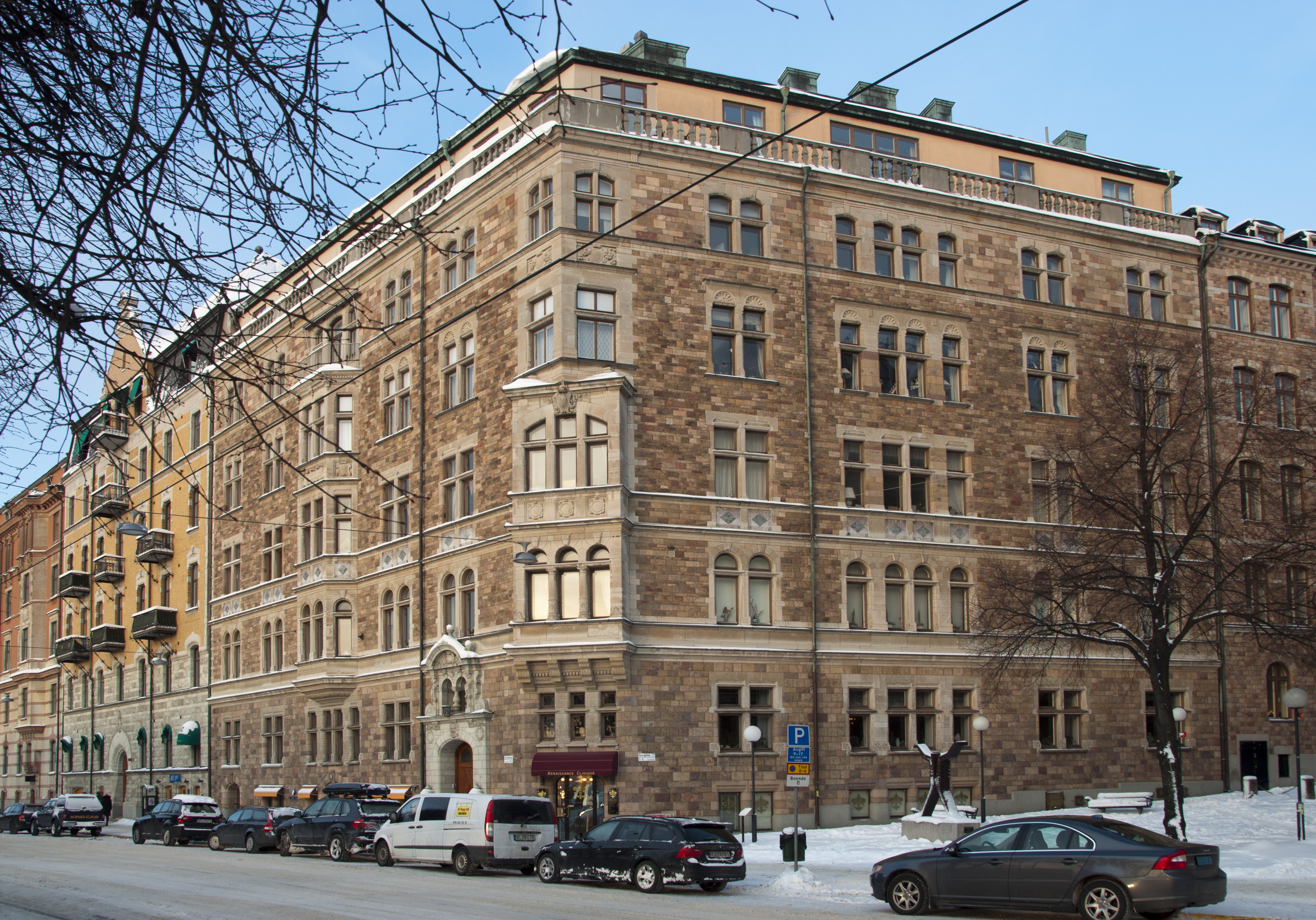
Strandvägen 15 där Sjöström bodde sedan 1956.

### Skönlitteratur
- Vägen från byn (1963)
- Vägen förbi (1965) (tillsammans med brodern Ernst Sjöström)
- Det glatta livet (1966) (tillsammans med Ernst Sjöström)
- Så fortsatte vägen från byn (1968) (tillsammans med Ernst Sjöström)
- Silverarken (1969) (tillsammans med Ernst Sjöström)
- Kvinnorna i byn (1973)
- Männen från byn (1974)
- Mördaren i byn (1975) (i samarbete med Gunnar Sjöström)
- Pigorna i byn (1976) (tillsammans med Ernst Sjöström)

### Biografi
- Dagbok från Djungelklostret (1968)
- Brottstycken (1972)
- Min barndom (1977) ISBN 91-0-041912-5
- Min ballongfärd 1978–1965 (1978) ISBN 91-0-043697-6
- Min väg (1988) ISBN 91-7970-370-4
- I stormens öga (1992) ISBN 91-46-16123-6

### Rättsvetenskap
- Bankvälde och domstolsprestige (1958), denna skrift redogör för bakomliggande fakta till Torsten Kreugers sista resningsansökan i det s.k. Högbroforsmålet, som Henning Sjöström var behjälplig med.
- Försvarsadvokaten (1959) (tillsammans med Armas Sastamoinen)
- Skilsmässor och underhåll (1961)
- Att skiljas på svenska (1966) (tillsammans med Leif Silbersky)
- Dramat om Haijby (1973)
- Skyldig eller oskyldig: Patty Hearst och verkligheten (1976) ISBN 91-0-041569-3

### Religion
- Vägen till Buddha (1967) (tillsammans med Acarja Sunyata; bearbetning Ernst Sjöström)

### Musik
- I do it my way, LP (1986) [11]

## Sångarpris
Henning Sjöström instiftade Juristhusets och Henning Sjöströms stora sångarpris, som tilldelats:
- 1997, Jesper Taube (operasångare)
- 1993, Anders Larsson (operasångare)